# Pieza de lava de Volvic
L'escultura urbana coneguda pel nom Pieza de lava de Volvic, ubicada davant dels jutjats de Llamaquique, d'esquena al Govern Militar (plaça d'Espanya), a la ciutat d'Oviedo, Principat d'Astúries, Espanya, és una de les més d'un centenar que adornen els carrers de l'esmentada ciutat espanyola.
El paisatge urbà d'aquesta ciutat, es veu adornat per obres escultòriques, generalment monuments commemoratius dedicats a personatges d'especial rellevància en un primer moment, i més purament artístiques des de finals del segle xx.
L'escultura, feta a lava de Volvic (roca volcànica que pot ser tallada, esculpida, etc.), que s'explota a la rodalia de Clermont-Ferrand, França, presenta esculpits en ella, elements típics de l'arquitectura romànica. És d'autor desconegut, està datada 1991.
La ciutat d'Oviedo, agermanada amb la Clermont-Ferrand, gaudeix amb aquesta obra d'una rèplica idèntica de la que hi ha a la ciutat francesa de Clermont-Ferrand. En ambdues hi ha esculpits elements típics de l'arquitectura romànica, que caracteritza les dues zones geogràfiques, i ambdues presenten uns cartells escrits en francès i en castellà, en què s'explica l'escultura i s'informa sobre la Lava Volvic. El cartell està datat el 1991.